# Tosu
Tosu (鳥栖市, Tosu-shi) és una ciutat de la prefectura de Saga, al Japó. Fou fundada l'1 d'abril de 1954 com a resultat de la fusió del poble de Tosu amb els pobles de Tashiro i Asahi i les viles de Fumoto i Kizato. El 2015 tenia una població estimada de 72.032 habitants.